# Rolf Najork
Rolf Najork (* 1961 in Bergisch Gladbach, Deutschland) ist ein deutscher Manager.

## Leben
Rolf Najork wurde am 1. Februar 2016 zum Chief Executive Officer (CEO) des Industrieunternehmens Bosch Rexroth berufen. Er folgte damit auf Karl Tragl, welcher das Unternehmen zum 31. Januar 2016 verlassen hatte.
Najork studierte von 1983 bis 1991 Maschinenbau an der RWTH Aachen und schloss mit dem Grad des Diplomingenieurs ab. Im Anschluss hielt er bis 2003 verschiedene Positionen bei den Kölner Ford Werken im Bereich der Getriebeentwicklung inne. Von 2003 bis 2008 war er als Entwicklungsleiter bei Getrag Ford Transmissions angestellt und wurde 2008 zum Forschungs- und Entwicklungschef der Getrag Gruppe berufen.
Danach war er von 2011 bis 2013 als Bereichsleiter für E-Mobility bei der Schaeffler Gruppe und von 2013 bis 2015 Chief Operating Officer (COO) beim Technologiekonzern Heraeus tätig.
2016 wurde er Vorstandsvorsitzender bei der Bosch Rexroth AG. Ab Januar 2019 bekleidet er das Amt des Geschäftsführers bei der Robert Bosch GmbH. Zum 31. Dezember 2022 schied er aus dieser Position aus.